# The Brave and the Bold
The Brave and the Bold est une série de bande dessinée publiée par DC Comics, de 1955 à 1983. Elle fut suivie d'une mini-série en 1991 et d'une autre en 1999. Le titre a été à nouveau relancé en 2007. L'objectif de la série a varié au cours du temps, mais la caractéristique la plus courante est la présence de personnages faisant équipe à travers l'Univers DC.

## Histoire éditoriale

### Volume 1

Première version du logo au lancement de la série.

Le premier volume de la série a duré 200 numéros à partir d'août/septembre 1955 jusqu'en juillet 1983. À l'origine, The Brave and the Bold était une série anthologie mettant en vedette des aventures historiques avec des personnages tels que le Silent Knight, le Prince Viking, le Golden Gladiator, et Robin des Bois. Avec le numéro 25, la série a été transformée en titre d'essai pour de nouveaux personnages et concepts, en commençant par la Suicide Squad créée par l'écrivain Robert Kanigher et l'artiste Ross Andru. Gardner Fox et Joe Kubert créèrent une nouvelle version de Hawkman dans le numéro 34 (février–mars 1961). Le personnage reçu son propre titre trois ans plus tard,.
L'éditeur Julius Schwartz embaucha Gardner Fox et l'artiste Mike Sekowsky pour créer la Ligue de Justice d'Amérique. L'équipe a fait ses débuts dans The Brave and the Bold n°28 (février-mars 1960), et après deux apparitions dans le titre, eu sa propre série.
Les numéros 45 à 49 furent consacrés à "Strange Sports Stories". Ils mélangeaient le sport et la science-fiction dans des contes tels que "Challenge of the Headless Baseball Team" et "L'Homme Qui a traversé le Temps". Strange Sports Stories fut relancé plus tard brièvement en tant que titre de DC Comics en 1973, mais ne dura que six numéros.
La série fut à nouveau changée au numéro 50 en titre d'équipe (Team-up) entre personnages déjà connus. Avec le numéro 59, The Brave and the Bold prit une nouvelle direction avec l'arrivée de Batman dans le titre. La raison était la popularité de la série télévisée Batman, qui a conduit à la création de la Batmania. Après le numéro 74, The Brave and the Bold devient un titre exclusivement dédié à Batman qui fait équipe avec un autre personnage jusqu'à sa fin, le numéro 200.
L'apparition de l'équipe de Robin, Kid Flash et Aqualad dans le numéro 54 (juin–juillet 1964), par l'écrivain Bob Haney et l'artiste Bruno Premiani, a conduit à la création des Teen Titans. Les trois héros sont apparus par la suite sous le nom de "Teen Titans" dans le numéro 60 (juin–juillet 1965), par Bob Haney et l'artiste Nick Cardy, et ont été rejoints par la jeune sœur de Wonder Woman,  Wonder Girl pour sa première apparition.
Le personnage Metamorpho a été créé par Bob Haney et l'artiste Ramona Fradon dans The Brave and the Bold n°57 (décembre 1964–janvier 1965).
Le titre a été le premier à présenter la version de Batman de Neal Adams, générant l'intérêt des fans qui conduit le style d'Adams à définir l'image moderne de Batman à ce jour. En outre, Adams mit à jour l'apparence visuelle de Green Arrow par la conception d'un nouveau costume pour le personnage dans le numéro 85 (août–septembre 1969). Le principal artiste de la seconde moitié du run fut Jim Aparo, en commençant par le numéro 98 (octobre–novembre 1971). Bob Haney a souvent ignoré la continuité en scénarisant des histoires qui contredisent le canon de DC ou qui dépeignent les principaux héros sous de nouveaux caractères. Le numéro 100 (février–mars 1972) met en vedette Batman et "les 4 Célèbres Co-Stars" (Green Lantern, Green Arrow, Black Canary et Robin) dans une histoire de Haney et Aparo. Les numéros 112 (avril–mai 1974) à 117 (février–mars 1975) de la série sont sortis sous le format 100 Page Super Spectacular.
Le personnage Nemesis, aussi connu sous le nom de Thomas Tresser, a fait ses débuts dans une histoire secondaire de huit pages dans le numéro 166 (septembre 1980), écrite par Cary Burkett et dessinée par Dan Spiegle. Le personnage de Tresser a été créé par Burkett en 1979 et nommé d'après un acteur avec qui Burkett a cohabité dans le New Hampshire.
Alan Brennert écrit quatre numéros de The Brave and the Bold mettant en scène Batman en équipe avec le Creeper, Hawk and Dove, le Robin de Terre II, et Catwoman.
Le dernier numéro du titre met en vedette l'équipe des Batmen de Terre-Un et de Terre-Deux et inclut un aperçu de Batman and the Outsiders, le titre qui remplaça The Brave and the Bold sur le planning de DC et qui devint le prochain travail de Jim Aparo.

### Volume 2
De décembre 1991 à juin 1992, The Brave and the Bold revient dans une mini-série de six numéros mettant en vedette Green Arrow, la Question et le Boucher. La mini-série a été écrite par Mike Grell et Mike Baron.

### Flash and Green Lantern: The Brave and The Bold
Une mini-série de six numéros a été publiée à partir d'octobre 1999 jusqu'en mars 2000. Elle met en vedette le Flash et Green Lantern et est intitulée Flash and Green Lantern: The Brave and the Bold. Cette mini-série a été écrite par Mark Waid et dessinée par Tom Peyer, Barry Kitson et Tom Grindberg. Une édition américaine reliée de cette mini-série a été publié en 2001  (ISBN 1-56389-708-3).
Le titre a de nouveau été utilisé en 2001 pour The Brave and the Bold Annual n°1, un one-shot spécial qui réimprime des équipes de l'Âge d'Argent. Le livre a été conçu sous le format d'un "80-Page Giant" dans le style des années 1960 comme si c'était un véritable numéro annual du titre d'origine, qui n'en avait pas eu en 1969.

### Volume 3
DC a ressuscité le titre The Brave and the Bold sous forme de nouvelle série en avril 2007. Décidant que ce serait une série avec des équipes aléatoires, et pas une série dédiée à Batman, le premier scénariste fut Mark Waid, qui resta sur le titre pour ses seize premiers numéros. Le premier arc, "Les Maîtres de la Chance", présente Batman faisant équipe avec le Green Lantern Hal Jordan. L'histoire dépeint les personnages joignant leurs forces avec divers autres personnages dans la traque du livre de la Destinée, avec des apparitions de Supergirl, Lobo, Blue Beetle, la Légion des Super-Héros, Adam Strange et les Challengers of the Unknown. Le second arc reprend le fil de la première, mais reste principalement axé sur des histoires indépendantes.
Après le départ de Waid, Marv Wolfman le repris pour une histoire en deux parties, impliquant Supergirl et Raven luttant contre le fils de Triumph, tandis que David Hine et Doug Braithwaite réalisent un arc en quatre numéros mettant en vedette Hal Jordan et le Phantom Stranger. À la suite de cela, Dan Jurgens écrivit le numéro 23, avec Booster Gold et Magog. Comme le run de Wolfman, cette période est importante pour ses équipes entre les héros DC et les personnages de Milestone Media. L'écrivain Matt Wayne et l'artiste Howard Porter ont collaboré sur une alliance entre Static et Black Lightning, et Adam Beechen et Roger Robinson en ont écrit une autre avec Hardware et Blue Beetle. Le dernier numéro Milestone était une alliance entre Xombi et le Spectre, par Jean Rozum et Scott Hampton.
En septembre 2009, le titre a été repris par J. Michael Straczynski et l'artiste Jesus Saiz au numéro 27, qui présentait une équipe entre Batman et Dial H For Hero. Tout comme les numéros Milestone, il était prévu pour le run de Straczynski sur cette série, de mettre en valeur les personnages de Red Circle Comics, personnages sous licence Archie Comics. Cette idée a finalement été abandonnée. À la suite du premier numéro, Straczynski a écrit des équipes composées de : Barry Allen et Blackhawk ; le Joker et Atom ; Hal Jordan et le Doctor Fate ; Batman et Brother Power ; Aquaman et Etrigan ; et Barbara Gordon, Wonder Woman et Zatanna, qui a servi d'histoire complémentaire liée au roman graphique d'Alan Moore, Batman : The Killing Joke.

## Éditions reliées

### Éditions françaises
Volume 1
- Batman Anthologie Neal Adams : 1967-1969 (Batman Illustrated by Neal Adams Volume 1), Panini Comics, 2007  (ISBN 978-2-3510-0377-0) : Contient The Brave And The Bold vol.1 n°79 à 85 de août 1968 à août 1969.

Flash and Green Lantern: The Brave and The Bold
- Justice League Saga Hors-Série n°1, Urban Comics, 2015  (ISBN 978-2-3657-7728-5) : Contient Flash and Green Lantern: The Brave and The Bold n°1 à 6

Volume 3
- 1. Les maîtres de la chance, Collection DC HEROES, Panini Comics, 2008  (ISBN 978-2-8094-0177-6) : Contient The Brave and the Bold vol.3 n°1 à 6.
- 2. Le livre du destin, Collection DC HEROES, Panini Comics, 2009  (ISBN 978-2-8094-0593-4) : Contient The Brave and the Bold vol.3 n°7 à 12.

## Récompenses
La série a remporté le Prix Alley en 1962 pour "la Meilleure Couverture de Comics" (n°42 par Joe Kubert), en 1965 pour "la Meilleure Couverture de Comics" (n°61 de Murphy Anderson), et en 1968 pour "la Meilleure Histoire Complète" ("Track of the Hook" n°79 par Bob Haney et Neal Adams). Le numéro 28 de la troisième série (l'équipe de Flash et Blackhawk) a été nommé pour un Prix Eisner pour le "Meilleur One-Shot" en 2010.

## Dans les autres médias

### The Superman/Aquaman Hour of Adventure
Un épisode de Superman/Aquaman Hour of Adventure a été intitulé "The Brain, the Brave and the Bold", dans lequel Aquaman se bat contre un super-vilain nommé le "Cerveau".

### La Ligue de Justice
The Brave and the Bold a été utilisé comme titre pour un double épisode de la première saison de la Ligue de Justice. Le titre fait référence aux personnages de Flash (Wally West) et Green Lantern (John Stewart). C'est un clin d’œil à la deuxième mini-série qui mettait en vedette Barry Allen et Hal Jordan dans les mêmes rôles.

### Batman: The Brave and the Bold
Une série d'animation basée sur le concept de The Brave and the Bold fut diffusée à partir du 14 novembre 2008, et jusqu'au 18 novembre 2011 : Batman : L'Alliance des héros. Les caractéristiques de la série est de présenter Batman en équipe avec les différents personnages de l'Univers DC, comme la première série de comics. Le ton de la série est nettement plus léger que celui des précédentes : Batman et The Batman.

### Arrow
Le huitième épisode de la troisième saison de Arrow s'intitule The Brave and the Bold (traduit en français sous le titre "Le Courage et l'Audace"). L'épisode est un crossover avec The Flash et dispose d'une équipe regroupant les personnages principaux des deux séries.